# Модестас Воробйовас
Модестас Воробйовас (лит. Modestas Vorobjovas, нар. 30 грудня 1995) — литовський футболіст, півзахисник клубу Істанбулспор і національної збірної Литви.

## Клубна кар'єра
У дорослому футболі дебютував 2013 року виступами за команду клубу «Шяуляй», в якій провів три сезони, взявши участь у 63 матчах чемпіонату. Більшість часу, проведеного у складі «Шяуляя», був основним гравцем команди.
У лютому 2016 року став гравцем клубу «Тракай». У цій команді грал три сезони. У грудні 2018 року він залишив команду.
У січні 2019 року став футболістом «Жальгіріса».

## Виступи за збірні
2013 року провів дві гри у складі юнацької збірної Литви.
2017 року дебютував в офіційних матчах у складі національної збірної Литви.

## Титули і досягнення
- Володар Суперкубка Литви (1):

«Жальгіріс»: 2020
- Чемпіон Литви (1):

«Жальгіріс»: 2020